# Entoleuca mammata
Entoleuca mammata là một loài Ascomycetes trong họ Xylariaceae. Loài này được Wahlenb.J.D. Rogers & Y.M.Ju miêu tả khoa học đầu tiên năm 1996.
Đây là loài gây hại của cây Acacia mangium, phát triển phổ biến ở Indonesia.